# تسوتومو فوجیمورا
تسوتومو فوجیمورا (انگلیسی: Tsutomu Fujimura؛ زادهٔ ۲۸ مارس ۱۹۸۲) کشتی‌گیر اهل ژاپن است.
وی در مسابقات کشوری و بین‌المللی در مجموع برندهٔ ۱ مدال برنز شده‌است.